# 赤柱
座標: 北緯22度13分 東経114度13分 / 北緯22.217度 東経114.217度

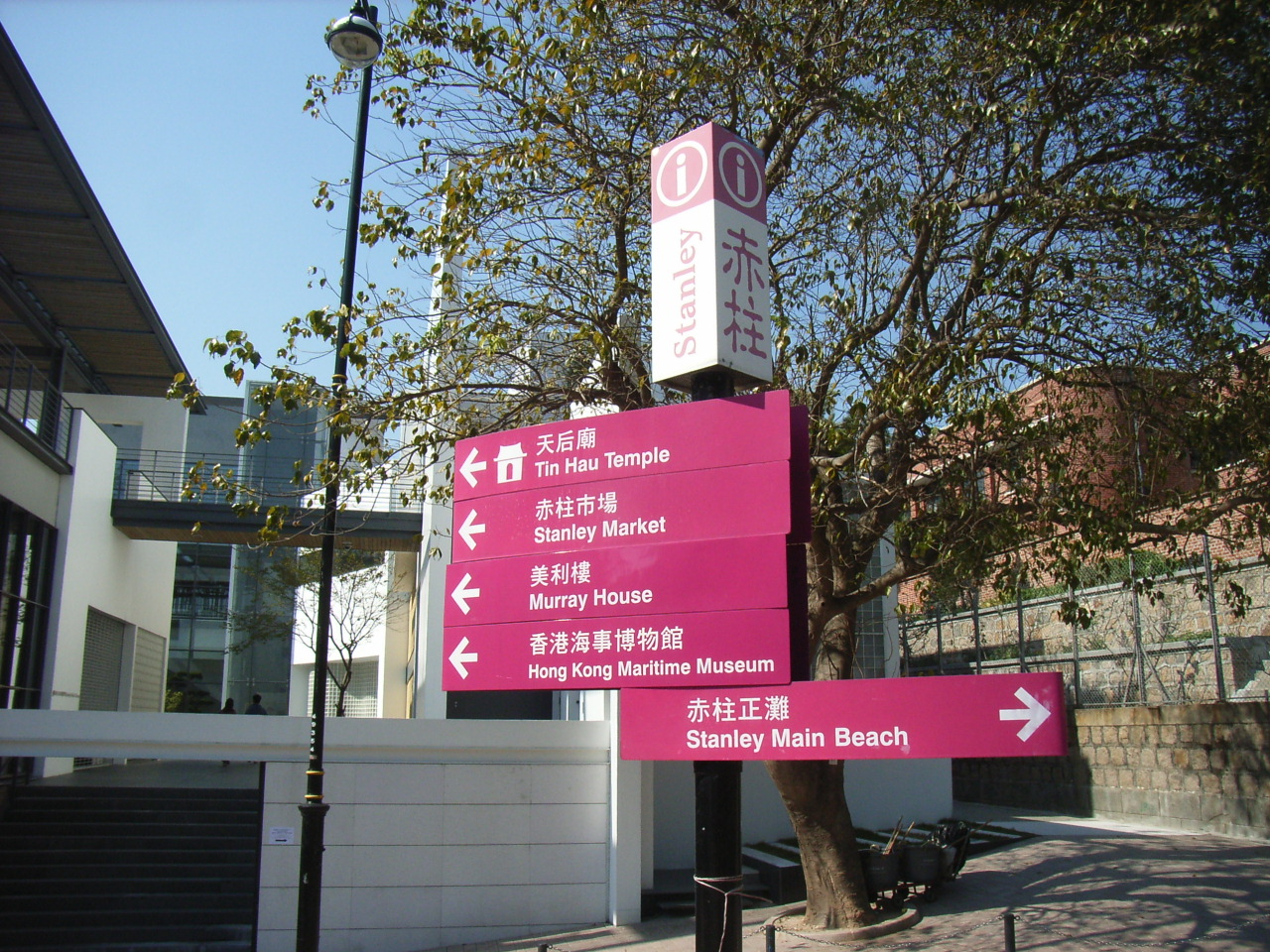
赤柱市政大廈前の標識

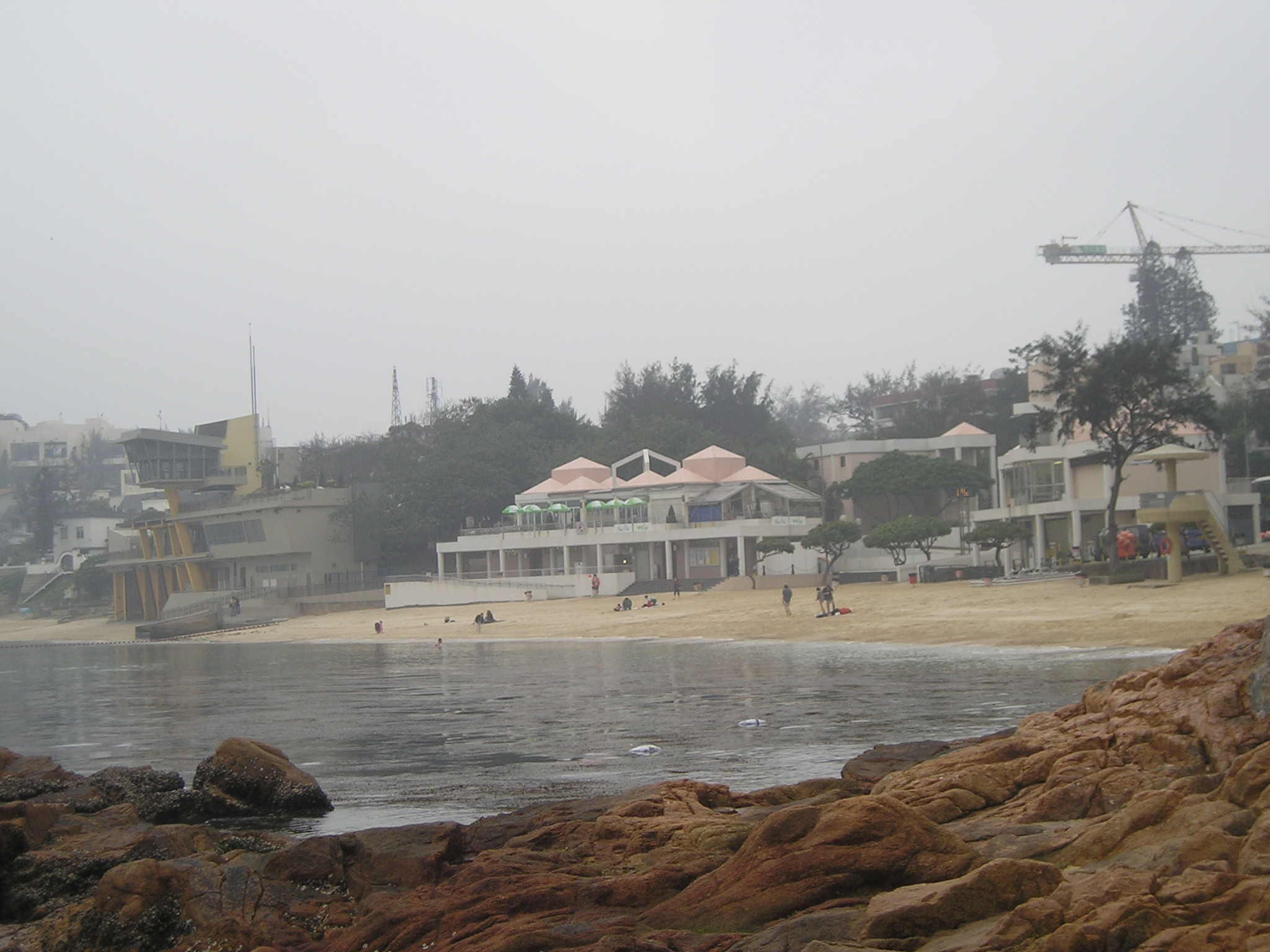
赤柱海灘

赤柱（せきちゅう、広東語：チェクチュウ、英語：Stanley スタンレー）は、香港島南東部の住宅、保養及び軍事地区である。行政区では、南区に属する。
香港に入植が始まったとき、香港島でもっとも栄えていた街はここ赤柱といわれている。赤柱はもともとは漁村であった。やがてここに軍事施設や監獄が作られるようになり、と同時に風光明媚な場所であることから外国人が多く居を構えるようになった。それゆえ現在では多くの外国人をこの街で見ることができ、海岸沿いに並ぶ商店もそれにあわせて外国人向けの雰囲気のものが多い。
赤柱にはビーチがあり、海水浴客でにぎわうと同時に、観光客向けの商品が売っている赤柱市場（市集、英語名：スタンレーマーケット）がある。それゆえ観光コースのひとつとなっている。赤柱の監獄は、香港では有名なものであり、監獄博物館が監獄の前にある。
赤柱は鉄道がなく、二階建てバスやミニバスの路線が通っている。二階建てバスは中環・尖沙咀東から、ミニバスはMTR柴湾駅から出ている。
監獄や軍事施設がある点でマイナスのイメージが感じられがちだが、環境がよく、地中海風の町並みがあるという街の特長もある。